# Independence (Wisconsin)
Independence is een plaats (city) in de Amerikaanse staat Wisconsin, en valt bestuurlijk gezien onder Trempealeau County.

## Demografie
Bij de volkstelling in 2000 werd het aantal inwoners vastgesteld op 1244. In 2006 is het aantal inwoners door het United States Census Bureau geschat op eveneens 1244.

## Geografie
Volgens het United States Census Bureau beslaat de plaats een oppervlakte van 3,4 km², waarvan 3,3 km² land en 0,1 km² water. Independence ligt op ongeveer 239 m boven zeeniveau.

## Plaatsen in de nabije omgeving
De onderstaande figuur toont nabijgelegen plaatsen in een straal van 24 km rond Independence.